# Симбугино
Симбугино (баш. Симбугино) — упраздненная деревня в Благоварском районе Башкортостана Языковского сельсовета. Упразднена в 1989 году.

## История
Известна как Симбушино, Михайловка.
По переписи 1920 года входила в Уфимский уезд, Новосёловская волость (ЦИА РБ. Ф. Р-473. Оп. 1. Д. 956—957).
Указ Президиума ВС Башкирской АССР от 17.06.1989 N 6-2/214 «Об исключении из учетных данных некоторых населенных пунктов» упразднил вместе с Симбугино:
железнодорожную будку 1411 км Гафурийского сельсовета Буздякского района; деревню Бурный Поток, деревню Елановка, поселок Кирзавода, село Михайловка Ангасяковского сельсовета, деревню Алга Московского сельсовета Дюртюлинского района;

деревню Кинзебызово 1-е Абдуловского сельсовета, поселок Заготзерно Исмайловского сельсовета, деревню Назаркино Куюргазинского сельсовета Кумертауского района;

деревню Алексеевка Тюменяковского сельсовета, деревню Урдяк-Николаевка Татар-Улкановского сельсовета Туймазинского района.

## Географическое положение
Находилось на реке Баткак, возле деревни Топоринка .

Расстояние до (БАССР, 1969):
- районного центра (Языково): 8 км,
- центра сельсовета (Языково): 8 км,
- ближайшей ж/д станции (Благовар): 22 км.

## Население
По переписи 1920 года, согласно Роднову М. И.,  проживали две национальности:
- русские — 37 хозяйств,	234 жителей
- украинцы — 1 двор,	4 человека

По данным на 1 января 1969 года проживали 98 человек. Преобладающая национальность — русские (Башкирская АССР, 1969).